# Gil Gerard
Gilbert Vincent Gerard, bardziej znany jako Gil Gerard (ur. 23 stycznia 1943 w Little Rock w Arkansas) – amerykański aktor, reżyser i producent filmowy i telewizyjny.
Syn sprzedawcy i wykładowcy kolegium. Uczęszczał do katolickiego liceum dla chłopców Little Rock Catholic High School, gdzie także brał udział w widowiskach teatralnych. W wieku kilkunastu lat pracował w sklepie spożywczym The Kroger Company. W 1960 wziął udział w Maryknoll Seminary w Glen Ellyn w Illinois i zagrał tytułową rolę w całej męskiej produkcji The Music Man. Uczęszczał do University of Central Arkansas, ale odpadł przed ukończeniem studiów.

## Wybrana filmografia

### Filmy fabularne
- 1977: Port lotniczy ’77 (Airport ’77) jako Frank Powers
- 1979: Buck Rogers w XXV wieku (Buck Rogers in the 25th Century) jako Kpt. William 'Buck' Rogers
- 1982: Nie taki zwykły romans (Not Just Another Affair, TV) jako Bob Gifford
- 1989: Ostatnie ostrzeżenie (Final Notice) jako Harry Stoner
- 2009: Miasto widmo (Ghost Town, TV) jako wielebny McCready

### Seriale TV
- 1974-76: Lekarze (The Doctors) jako dr Alan Stewart
- 1977: Domek na prerii (Little House on the Prairie) jako Chris Nelson
- 1977: Hawaii Five-0 jako Marty Cobb
- 1997: Dni naszego życia (Days of Our Lives) jako Major Dodd
- 1990: Elita (E.A.R.T.H. Force) jako dr John Harding
- 1998: Niebieski Pacyfik (Pacific Blue ) jako Raymond Annandale
- 2013: Star Trek: New Voyages jako Admirał Jack Sheehan
- 2015: Transformers: Robots in Disguise jako Megatronus (głos)